# Frullania gaoligongensis
Frullania gaoligongensis là một loài Rêu trong họ Jubulaceae. Loài này được X.L. Bai & C. Gao mô tả khoa học đầu tiên năm 1999.